# Municipio de East Windsor
El municipio de East Windsor (en inglés: East Windsor Township) es un municipio ubicado en el condado de Mercer en el estado estadounidense de Nueva Jersey. En el año 2010 tenía una población de 27.190 habitantes y una densidad poblacional de 668,06 personas por km².

## Geografía
El municipio de East Windsor se encuentra ubicado en las coordenadas 40°16′8″N 74°32′15″O / 40.26889, -74.53750.

## Demografía
Según la Oficina del Censo en 2000 los ingresos medios por hogar en el municipio eran de $63,616 y los ingresos medios por familia eran $73,461. Los hombres tenían unos ingresos medios de $50,875 frente a los $35,260 para las mujeres. La renta per cápita para la localidad era de $28,695. Alrededor del 5.3% de la población estaba por debajo del umbral de pobreza.